# Курська губернія
51°43′00″ пн. ш. 36°11′00″ сх. д. / 51.716666666667° пн. ш. 36.183333333333° сх. д.
Ку́рська губе́рнія ( 1796 — 1928) —  одна з центральних чорноземних губерній європейської частини Російської імперії та РРФСР, що належали Київській губернії.

## Історія
Утворена в 1796. Центр — місто Курськ. Площа губернії становила 40 821 квадратну версту. Населення на 1897 становило 2 371 012 осіб.
У 1917 році мешканці Суджі і Суджанського повіту присягли на вірність українській владі, оголосили про вихід зі складу Курської губернії і попросили прийняти їх до Української Народної Республіки 
14 серпня 1918 року значна частина Курської губернії колишньої Російської імперії увійшла до складу Української Держави . Зокрема, Путивльський і Рильський повіти були включені до Чернігівщини, а Суджанський, Грайворонський, Білгородський, Корочанський і Новооскольський — до Харківщини . Ця постанова стала одним із результатів Київської мирної конференції — переговорів про юридичні підсумки програної більшовиками Першої радянсько-української війни .
16 жовтня 1925 до складу УРСР від Курської губернії було передано Путивльський повіт (окрім Крупецької волості) та Криничанську і Миропільську волості Суджанського повіту.

## Повіти
У 1727 році зі складу Київської губернії була виділена Бєлгородська губернія, до складу якої були включені провінції Бєлгородська, Орловська, Севська, а також частина Української лінії і 5 полків слободських козаків Київської губернії (у самій Київській губернії залишилося 10 українських полків). Згодом з Бєлгородської губернії була виділена Курська губернія. 
Курська губернія мала 15 повітів:
1. Білгородський;
2. Грайворонський;
3. Дмитріївський;
4. Корочанський;
5. Курський;
6. Льговський;
7. Новооскільський;
8. Обоянський;
9. Путивльський;
10. Рильський;
11. Старооскольський;
12. Суджанський;
13. Тимський;
14. Фатежський;
15. Щигровський.

## Губернатори
- 1797—1798 — Бурнашев Іван Миколайович
- 1798—1799 — Комбурлей Михайло Іванович
- 1799—1803 — Верьовкін Олександр Матвійович
- 1803—1806 — Протасов Павло Іванович
- 1806—1811 — Прозоровський Дмитро Олександрович
- 1811—1818 — Нелідов Аркадій Іванович
- 1818—1826 — Кожухов Олексій Степанович
- 1826—1830 — Лісовський Степан Іванович
- 1830—1831 — Ганскау Яків Федорович
- 1831—1834 — Демидов Павло Миколайович
- 1834—1835 — Паскевич Степан Федорович
- 1835—1839 — Муравйов Михайло Миколайович

## Особливості етнічного складу населення

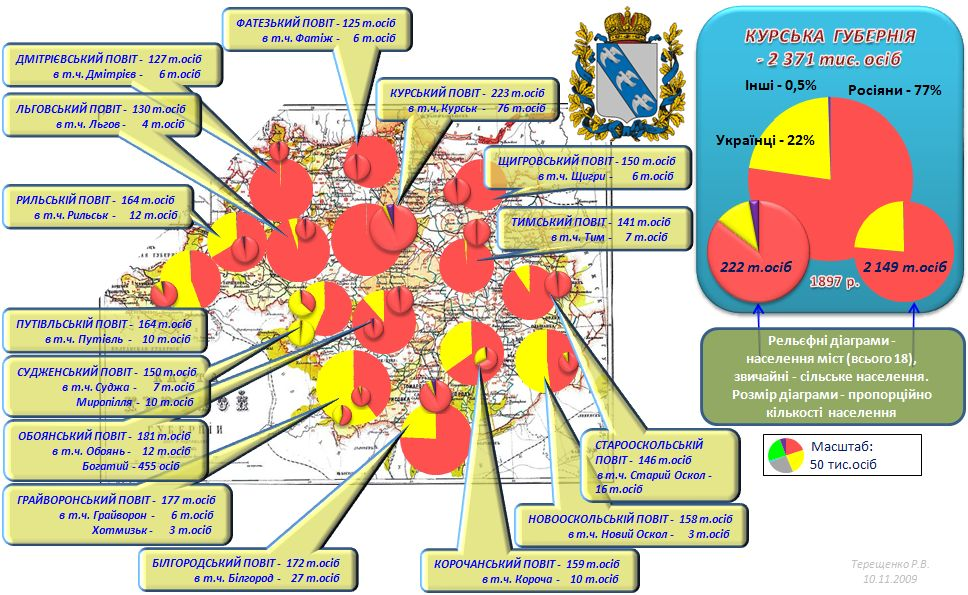
Населення Курської губернії за переписом 1897 року

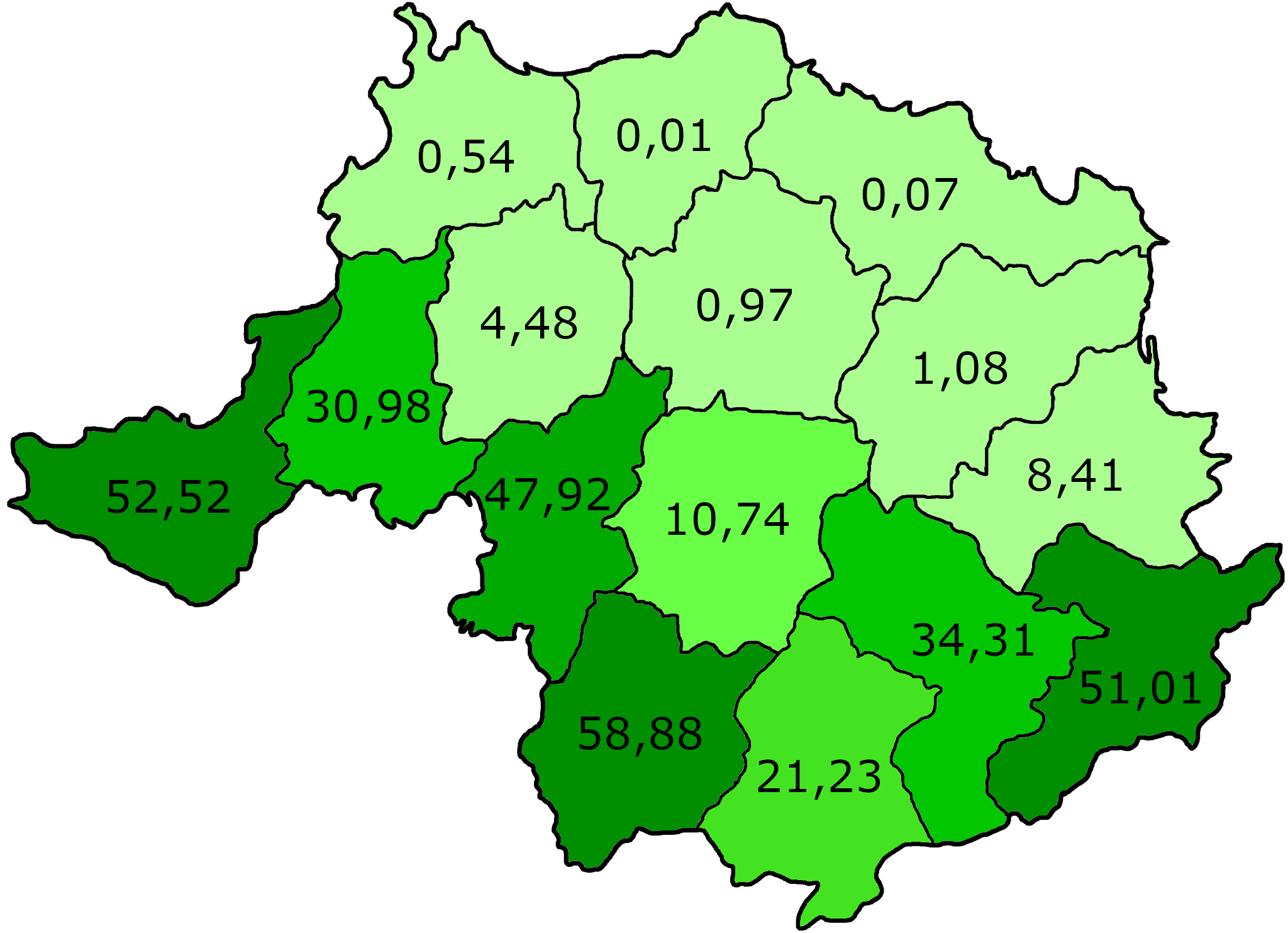
Частка українськомовного населення в повітах Курської губернії за даними перепису населення 1897 року

Північні та центральні повіти губернії, що не були частиною Східної Слобожанщини, мали майже повністю російське населення — Фатежський 99,87 % росіян, Щигровський 99,76 %, Дмитріївський 99,18 %, Тимський 98,87 %, Курський 97,19 %, Льговський 95,15 %, Старооскольський 91,35 %.
Південні ж повіти, суміжні з Харківською губернією, які були частиною Східної Слобожанщини, мали змішане населення, подекуди з перевагою українців — так, Грайворонський населяло 58,58 % українців, Путивльський 52,52 %, Новооскільський 51,01 %.
Українці становили майже половину (47,92 %) населення Суджанського повіту, третину (34,31 та 30,09 % відповідно) населення Корочанського та Рильського повітів, п'яту частину (21,23 %) населення Білгородського повіту, десяту частину (10,74 %) Обоянського повіту. Льговський та Старооскольський повіти були «перехідними» зі смуги заселення росіян до українців, адже мали відповідно 4,48 та 8,81 % населення українців.
За працею російського військового статистика Олександра Ріттіха «Племенной состав контингентов русской армии и мужского населения Европейской России» 1875 року серед чоловіків призовного віку Курської губернії українців було 23,7 %, росіян — 76,19 %, інших національностей — 0,11 %; значна частка українців була серед чоловіків призовного віку Грайворонського (56,3 %), Новооскільського (54,9 %), Путивльського (49,6 %), Суджинського (46,2 %), Рильського (41,6 %), Білгородського (34 %), Короченського (27,1 %), Старооскільського (12,2 %), Обоянського (11,2 %) та Льговського (9,5 %) повітів.